# Zdeněk Podlipný
Zdeněk Podlipný (vlastním jménem Zdeněk Ulip, 5. května 1898, Praha-Michle – 23. července 1946, Opava) byl český herec a režisér meziválečné avantgardy. 

## Život
Vlastním jménem Zdeněk Ulip. Narodil se do rodiny Václava Ulipa a jeho ženy Karolíny, v pražské Michli. S herectvím začínal ve 20. letech 20. století v kočovných společnostech, poté v Českém divadle v Olomouci, kde se výrazně prosadil v souboru vedeného ředitelem divadla Antonínem Drašarem. Členy souboru byli i další později významné osobnosti, např. Otomar Korbelář, František Vnouček, František Salzer, Jaroslav Průcha a Jarmila Kurandová.
Později dlouhodobě působil v „Déčku“ (D34) – divadle E. F. Buriana, kde ztvárnil mnoho významných rolí. Po odvlečení Buriana do koncentračního tábora a likvidaci divadla D41 Němci v roce 1941 se s většinou souboru stal členem Městských divadel pražských  a působil zde v letech 1941–1945 , hrál především na scéně Divadla Na Poříčí. V Městských divadlech vedl za války ilegální protifašistickou buňku a v dubnu 1945 se pak stal členem nově ustanovené Revoluční odborové rady divadelníků.
Po válce byl jmenován ředitelem bývalého Divadla Vlasty Buriana, přejmenovaného na Divadlo kolektivní tvorby, kde již 24. května 1945 uvedl ve své režii hru Asyl, kterou sám napsal pod pseudonymem Zdeněk Brodský.
V sezóně 1945/1946 byl jmenován šéfem činohry divadla v Opavě, v červnu téhož roku však náhle zemřel. Pohřben byl na Městském hřbitově v Opavě.

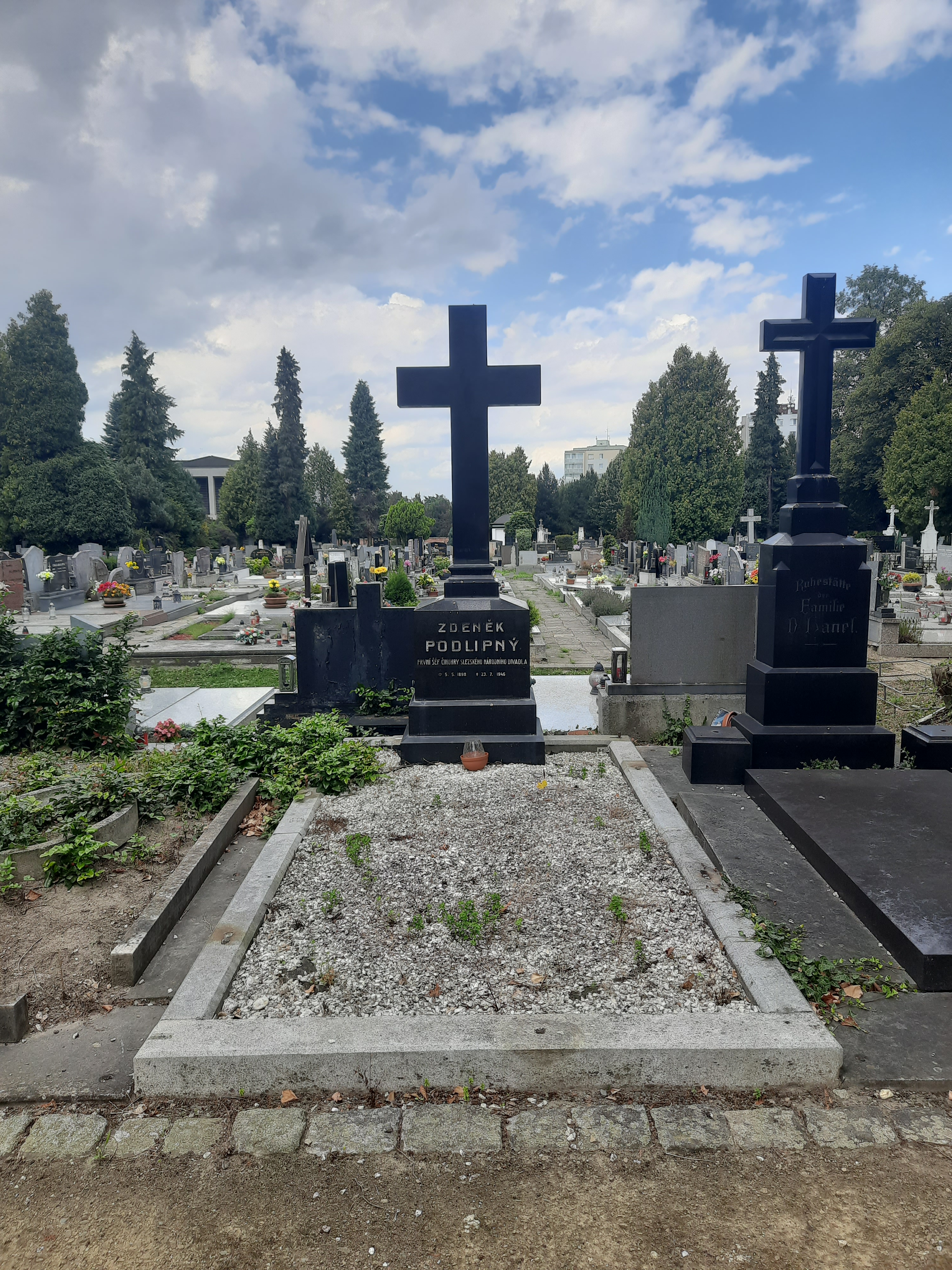
Hrob Zdeňka Podlipného na Městském hřbitově v Opavě

Je zakladatelem Slezské národní činohry, působící od roku 1945 v bývalém německém Městském divadle v Opavě, přejmenovaném na Slezské národní divadlo. Činnost divadla zahájil Podlipný uvedením hry Karla Čapka Matka dne 22. září 1945.
Hrál i ve filmech. Například pod vedením významného režiséra Slavínského : Nebe a dudy (s Jaroslavem Marvanem), nebo Advokát chudých. 
Jeho manželka, kterou si vzal 7. června 1924 v Ostravě, byla herečka Zdenka Kalibertová (později Podlipná) (1902–1977).   

## Divadelní role, výběr
- 1939 E. F. Burian dle Boženy Benešové: Věra Lukášová, pan Láb, D39, režie E. F. Burian
- 1940 Vítězslav Nezval: Manon Lescaut, Duval, D40, režie E. F. Burian
- 1941 Josef Trojan: Každý má dvě úlohy, Longin Raff/B.Moták, D41, režie E. F. Burian
- 1941 Vítězslav Nezval: Loretka, Bedřich, D41, režie E. F. Burian
- 1941 Eva Formanová: Cizinka, Profesor Kyliáš, D41, režie E. F. Burian
- 1941 Jaroslav Pokorný: Plavci, přívozník, D41, režie E. F. Burian
- 1941 E.W.Moller: Rothschild vítězí u Waterloo, Rothschild, režie František Salzer

## Divadelní režie, výběr
- 1932 K. Melíšek, J. Kohout: Loď živých, Kabaret Červené eso, Praha
- 1945 Z. Podlipný (pod pseud.Zdeněk Brodský): Asyl, Divadlo kolektivní tvorby, Praha